# Żabie (gmina)
Żabie – dawna gmina wiejska w powiecie kosowskim województwa stanisławowskiego II Rzeczypospolitej. Siedzibą gminy było Żabie.
Gminę utworzono 1 sierpnia 1934 r. w ramach reformy na podstawie ustawy scaleniowej z dotychczasowych gmin wiejskich: Dzembronia i Żabie.

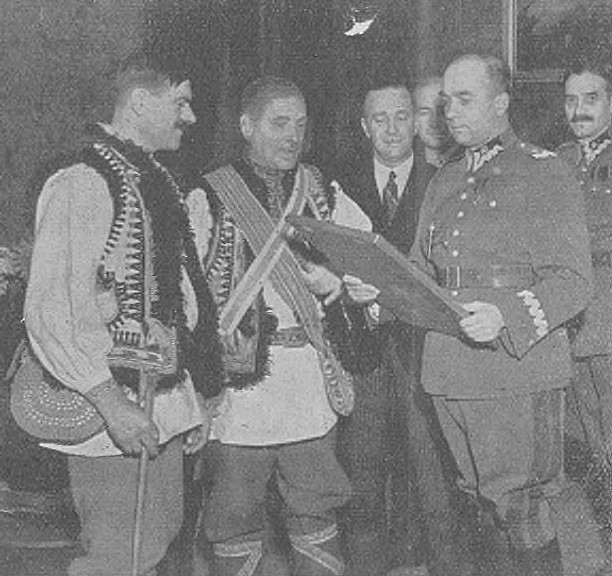
Delegacja gminy Żabie z wójtem Szekieryk wręcza dyplom honorowego obywatelstwa Tadeuszowi Kasprzyckiemu (1937)

Na początku 1937 gen. Tadeusz Kasprzycki otrzymał honorowe obywatelstwo gminy Żabie (dyplom wręczył wójt Szekieryk).
W czasie II wojny światowej obszar gminy został odłączony od Polski i włączony do Ukraińskiej SRR.